# Distretto di Yen The
Il distretto di Yen The (vietnamita: Yên Thế) è un distretto (huyện) del Vietnam che nel 2019 contava 101.135 abitanti.
Occupa una superficie di 301 km² nella provincia di Bac Giang. Ha come capitale Bo Ha.